# Erv Staggs
James Ervin Staggs, detto Erv (Filadelfia, 1º settembre 1948 – Filadelfia, 29 dicembre 2012), è stato un cestista statunitense, professionista nella ABA.

## Carriera

### High school e college
Guidò la Thomas Edison High School al titolo cittadino di Filadelfia del 1966. In finale, nella vittoria per 56-52 contro la St. Thomas More High School, segnò 17 punti con 8 rimbalzi.
Venne nominato High School All-American e Philadelphia Player of the Year.
In seguitò, giocò a livello universitario a North Carolina A&T e alla Cheyney University of Pennsylvania.

### ABA
Nel 1969 venne scelto nel draft ABA dai Miami Floridians. Giocò una stagione per la squadra della Florida, segnando 8,5 punti di media in 53 partite.
Nel 1970 venne ceduto ai New Orleans Buccaneers insieme a Wil Jones e Al Cueto, in cambio di  Ron Franz e Dave Nash. Non disputò tuttavia alcuna partita con i Buccaneers.